# Ferdinand Schet
Ferdinand Schet is een Surinaams zanger, trompettist en songwriter. Hij speelde voor verschillende bands en was bandleider van Tjon Tjon. Met zijn composities bereikte hij tweemaal de finale van SuriPop.

## Biografie
Ferdinand Schet is het vierde uit een gezin van dertien kinderen; hij is zelf vader van vier kinderen. Hij speelde in verschillende muziekgroepen en leidde de formatie Tjon Tjon.
Hij schreef het lied Fa koto nanga yatjie du kon dat de finale bereikte van SuriPop XX in 2018. Het werd gezongen door Verginia Artist en gearrangeerd door Marvin Nijhove. Voor SuriPop XXI bereikte hij met zijn lied Lobi pasi no abi fara opnieuw de finale. Het festival werd afgelast vanwege de corona-uitbraak. Voor de campagne van het Women's Rights Centre bracht hij zijn compositie Stop geweld tegen de vrouw (2021) uit.